# Schweinfurthia
Schweinfurthia es un género con ocho especies de plantas de flores perteneciente a la familia Scrophulariaceae. 

## Especies seleccionadas
- Schweinfurthia apterum
- Schweinfurthia imbricata
- Schweinfurthia latifolia